# From the Bavarian Highlands

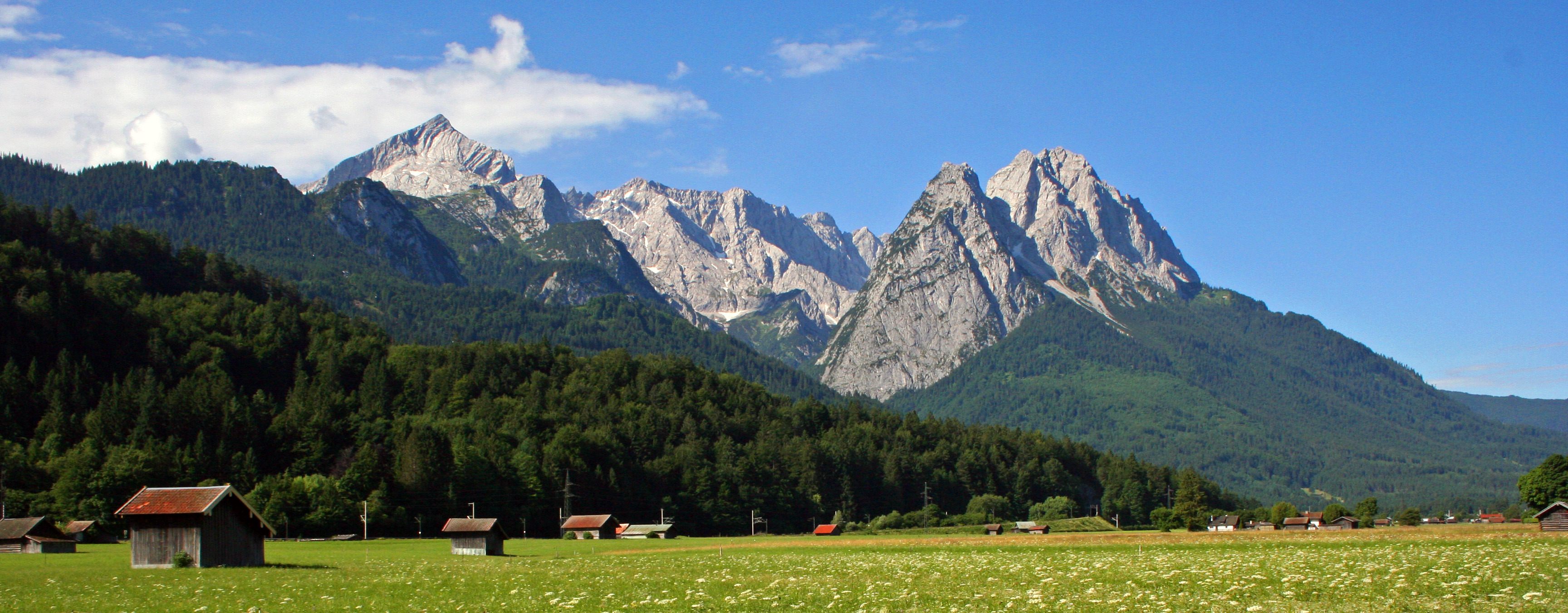
Montagne viste da Garmisch

From the Bavarian Highlands, Op 27, è un'opera per coro e orchestra scritta nel 1895 dal compositore inglese Edward Elgar.

## Storia
È un insieme di sei canzoni corali che Elgar scrisse sotto il titolo collettivo Scenes from the Bavarian Highlands (Scene dalle Alpi Bavaresi), come ricordo di una vacanza che gli Elgar avevano goduto in Alta Baviera, principalmente a Garmisch, nell'autunno del 1894. I testi delle canzoni furono adattati alla musica di Elgar della moglie del compositore Alice con parole "adattate da Volkslieder e Schnadahüpfler" che imitano lo spirito delle danze. Alice diede i sottotitoli delle canzoni in ricordo dei luoghi preferiti visitati durante le vacanze. Originariamente il lavoro era scritto per pianoforte (1895), in seguito fu arrangiato con accompagnamento orchestrale (1896). Era dedicato a Mr e Mrs Slingsby Bethell, i proprietari della pensione di Garmisch dove gli Elgar avevano soggiornato.
Le canzoni furono pubblicate da Joseph Williams & Co. nel dicembre 1895, dopo essere state respinte una prima volta dall'editore Novello. Furono eseguite per la prima volta il 21 aprile 1896, dalla Worcester Festival Choral Society diretta dal compositore.

## Struttura
Le sei canzoni sono:
1. The Dance (Sonnenbichl)[9] - Allegretto giocoso
2. False Love (Wamberg) - Allegretto ma moderato
3. Lullaby (ad Hammersbach) - Moderato
4. Aspiration (Bei Sankt Anton) - Adagio
5. On the Alm[10] (True Love, Hoch Alp) - Allegro piacevole
6. The Marksmen (Bei Murnau) - Allegro vivace

I numeri 1, 3 e 6 furono successivamente pubblicati come suite per orchestra con il titolo Three Bavarian Dances.
Ci sono state esecuzioni e registrazioni sia della versione originale con pianoforte che della versione rivista con orchestra.